# Friedrich Klingelfuss
Friedrich Wilhelm Theodor „Fritz“ Klingelfuss (* 24. Mai 1859 in Hamm; † 21. Juni 1932 in Basel; heimatberechtigt in Basel) war ein Schweizer Physiker.

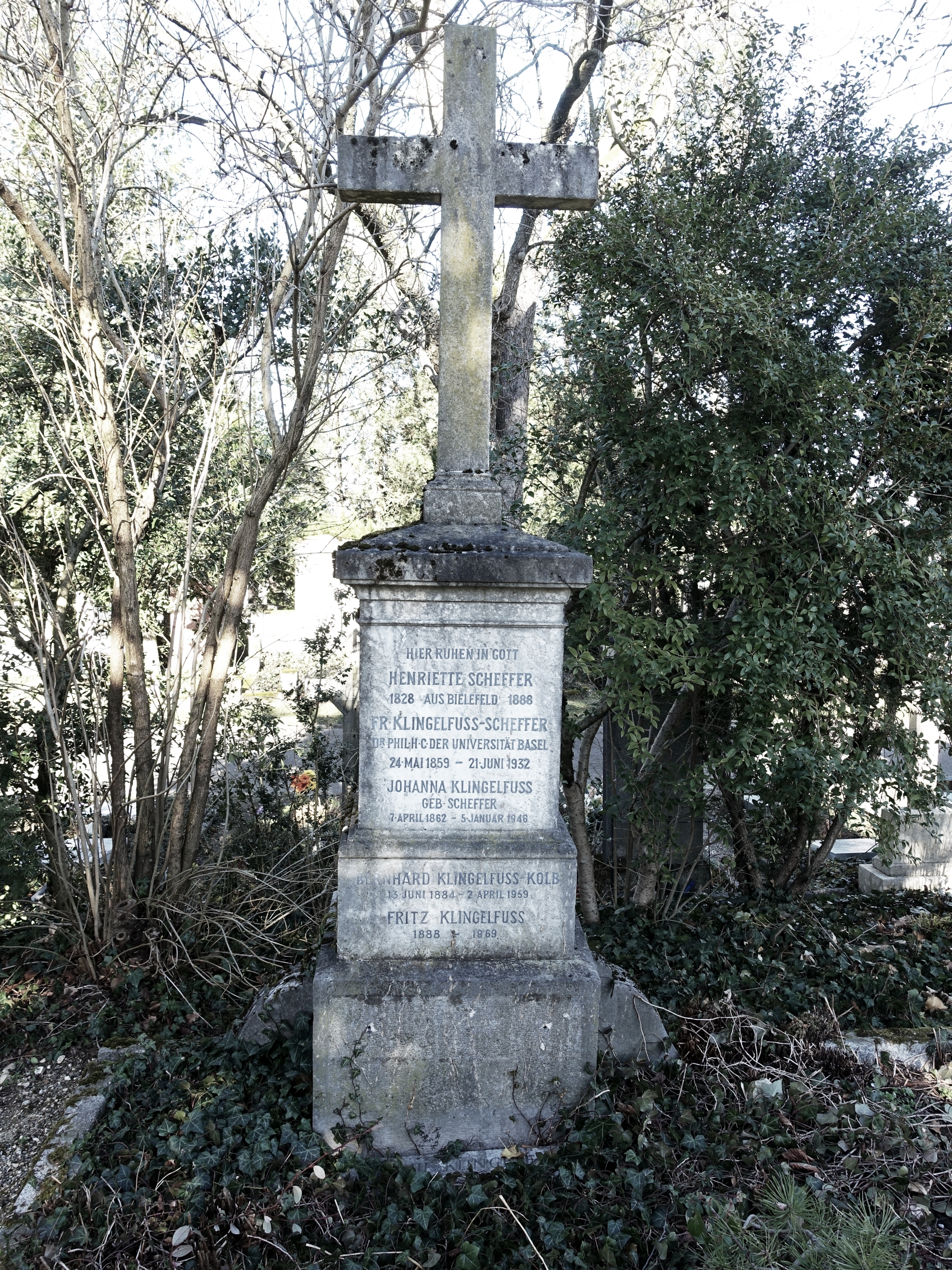
Familiengrab auf dem Friedhof Wolfgottesacker in Basel

## Leben und Werk
Klingelfuss war der Sohn des Johann, Herstellers von Wasserwaagen in Aarau, und der Maria, geborene Wieseler. Als Autodidakt leistete er bahnbrechende Arbeit auf dem Gebiet der Elektrotechnik für Anwendungen in der Medizin. 1883 heiratete Klingelfuss Maria Scheffer von Bielefeld. Ab 1896 wandte er sich der Röntgentechnik zu, und seine Funkeninduktoren für Röntgenstrahlen waren weltweit gefragt. 1910 verlieh die Universität Basel Klingelfuss den Ehrendoktor, und sein Name ist am Ehrenmal der Radiologie aufgeführt.
Klingelfuss starb an den Folgen von Strahlenkrebs. Seine letzte Ruhestätte fand er auf dem Friedhof Wolfgottesacker in Basel.